# Rally de Córcega de 2011
El Rally de Córcega de 2011 fue la edición 54.ª y la tercera ronda de la Temporada 2011 del Intercontinental Rally Challenge. Se disputó del 12 al 14 de mayo y contó con un itinerario de catorce tramos sobre asfalto que sumaban un total de 320,84 km cronometrados.

## Itinerario y ganadores
| Día                | Tramo | Hora  | Nombre                              | Distancia | Ganador           | Tiempo    | Veloci. media | Líder rally      |
| ------------------ | ----- | ----- | ----------------------------------- | --------- | ----------------- | --------- | ------------- | ---------------- |
| Día 1 (12 de mayo) | SS1   | 14:03 | Le Fangu – Notre Dame de la Serra 1 | 27.53 km  | Thierry Neuville  | 16:10.3   | 102.14 km/h   | Thierry Neuville |
| Día 1 (12 de mayo) | SS2   | 16:56 | Le Fangu – Notre Dame de la Serra 2 | 27.53 km  | Thierry Neuville  | 15:57.7   | 103.49 km/h   | Thierry Neuville |
| Día 2 (13 de mayo) | SS3   | 9:10  | Erbajolo – Pont d'Altiani 1         | 25.15 km  | Guy Wilks         | 15:10.1   | 99.48 km/h    | Thierry Neuville |
| Día 2 (13 de mayo) | SS4   | 10:58 | Barchetta – La Porta 1              | 23.24 km  | Bryan Bouffier    | 15:32.8   | 89.69 km/h    | Bryan Bouffier   |
| Día 2 (13 de mayo) | SS5   | 12:06 | Taverna – Pont de Castirla 1        | 15.28 km  | Thierry Neuville  | 9:09.8    | 100.05 km/h   | Thierry Neuville |
| Día 2 (13 de mayo) | SS6   | 15:09 | Barchetta – La Porta 2              | 23.24 km  | Cancelado         | Cancelado | Cancelado     | Thierry Neuville |
| Día 2 (13 de mayo) | SS7   | 16:17 | Taverna – Pont de Castirla 2        | 15.28 km  | Thierry Neuville  | 9:07.6    | 100.45 km/h   | Thierry Neuville |
| Día 2 (13 de mayo) | SS8   | 17:40 | Erbajolo – Pont d'Altiani 2         | 25.15 km  | Thierry Neuville  | 15:06.6   | 99.87 km/h    | Thierry Neuville |
| Día 3 (14 de mayo) | SS9   | 9:10  | Sarrola – Plage du Liamone 1        | 26.70 km  | Jan Kopecký       | 17:29.4   | 91.60 km/h    | Thierry Neuville |
| Día 3 (14 de mayo) | SS10  | 10:43 | Marato – Acqua Doria 1              | 22.47 km  | Thierry Neuville  | 13:15.6   | 101.67 km/h   | Thierry Neuville |
| Día 3 (14 de mayo) | SS11  | 13:47 | Bocognano – Bastelica 1             | 20.05 km  | Thierry Neuville  | 13:24.7   | 89.70 km/h    | Thierry Neuville |
| Día 3 (14 de mayo) | SS12  | 15:10 | Marato – Acqua Doria 2              | 22.47 km  | Thierry Neuville  | 13:13.3   | 101.97 km/h   | Thierry Neuville |
| Día 3 (14 de mayo) | SS13  | 18:48 | Bocognano – Bastelica 2             | 20.05 km  | Jan Kopecký       | 13:19.2   | 90.32 km/h    | Thierry Neuville |
| Día 3 (14 de mayo) | SS14  | 20:10 | Sarrola – Plage du Liamone 2        | 26.70 km  | Andreas Mikkelsen | 17:30.4   | 91.51 km/h    | Thierry Neuville |

## Clasificación final
| Pos. | Piloto               | Copiloto               | Automóvil         | Tiempo    | Diferencia | Puntos |
| ---- | -------------------- | ---------------------- | ----------------- | --------- | ---------- | ------ |
| 1.   | Thierry Neuville     | Nicolas Gilsoul        | Peugeot 207 S2000 | 3:20:51.0 | 0.0        | 25     |
| 2.   | Jan Kopecký          | Petr Starý             | Škoda Fabia S2000 | 3:21:06.5 | 15.5       | 18     |
| 3.   | Freddy Loix          | Frédéric Miclotte      | Škoda Fabia S2000 | 3:21:53.6 | 1:02.6     | 15     |
| 4.   | Pierre Campana       | Sabrina De Castelli    | Peugeot 207 S2000 | 3:24:50.1 | 3:59.1     | 12     |
| 5.   | Bruno Magalhães      | Paulo Grave            | Peugeot 207 S2000 | 3:25:19.2 | 4:28.2     | 10     |
| 6.   | Andreas Mikkelsen    | Ola Fløene             | Škoda Fabia S2000 | 3:25:21.1 | 4:30.1     | 8      |
| 7.   | Julien Maurin        | Olivier Ural           | Ford Fiesta S2000 | 3:25:24.3 | 4:33.3     | 6      |
| 8.   | Toni Gardemeister    | Tapio Suominen         | Škoda Fabia S2000 | 3:27:24.3 | 6:33.3     | 4      |
| 9.   | Patrik Sandell       | Staffan Parmander      | Škoda Fabia S2000 | 3:29:19.8 | 8:28.8     | 2      |
| 10.  | Jean-Mathieu Leandri | Pierre-Marien Leonardi | Peugeot 207 S2000 | 3:30:32.5 | 9:41.5     | 1      |

| Predecesor: Canarias 2011 | IRC 2011 | Sucesor: Prime Yalta 2011 |